# Drew Fuller
Drew Fuller (* 19. květen 1980, Atherton, Kalifornie, USA) je americký herec a bývalý model. Nejlépe je známý díky rolím Chrise Halliwella v seriálu Čarodějky a Trevora LeBlanca v seriálu Army Wives.

## Životopis
Narodil se v Los Angeles, vyrůstal v Newport Beach. Má mladší sestru Hilary. Má ruské, anglické a skotské předky. Objevil ho agent, když mu bylo 12. Do modelingu vstoupil v 16 a fotil pro světoznámé značky, účinkoval také v mnoha televizních reklamách. Známým se stal ale až díky účinkování v Čarodějkách, kde hrál Chrise Halliwella, druhého syna Piper (Holly Marie Combs) a Lea (Brian Krause), který se vrátil časem, aby zachránil svého bratra Wyatta. V letech 2007–2012 účinkoval v roli Trevora LeBlanca v prvních šesti sériích seriálu Army Wives.

## Filmografie

### Film
| Rok  | Název                                      | Role                     | Poznámky            |
| ---- | ------------------------------------------ | ------------------------ | ------------------- |
| 2000 | Voodoo Academy                             | Paul St. Clair           |                     |
| 2001 | Jedinečný                                  | Cole                     | krátkometrážní film |
| 2001 | Backflash 2: Angels Don't Sleep Here       | teenager Jesse           |                     |
| 2002 | Klan upírů                                 | Rod Ferrell              |                     |
| 2003 | Close Call                                 | Sam                      |                     |
| 2005 | Poslední mise                              | David Glover             |                     |
| 2006 | 12 podmínek k dědictví                     | Jason Stevens            |                     |
| 2007 | Numbered With The Dead                     | Tommy 'Two Toes' Garelli |                     |
| 2007 | Ambiciózní blondýnka                       | Billy                    |                     |
| 2008 | Dealer                                     | Brendan                  |                     |
| 2010 | The Kane Files: Life of Trial              | Scott Kane               |                     |
| 2014 | Fatal Instinct                             | Danny Gates              |                     |
| 2015 | Bachelors                                  | Sean                     |                     |
| 2015 | Love Finds You in Charm                    | Andy                     |                     |
| 2016 | Linka smrti                                | Tim                      |                     |
| 2017 | Beyond Brotherhood                         | Dr. Chris Vianni         |                     |
| 2017 | Mas Que Hermanos                           | ChrisMia's Chris         |                     |
| 2018 | Magnetic Plasma for mass(es) Enlightenment | Bodhi                    | krátkometrážní film |

### Televize
| Rok       | Název                            | Role            | Poznámky                                                        |
| --------- | -------------------------------- | --------------- | --------------------------------------------------------------- |
| 1999      | Partners                         | Tom             | neprodaný televizní pilotní díl                                 |
| 2002      | Home of the Brave                | Justin Briggs   | TV film                                                         |
| 2003      | Black Sash                       | Nick Reed       | 3 díly                                                          |
| 2003      | O.C.                             | Norland         | díl: „Pilot“                                                    |
| 2003–2006 | Čarodějky                        | Chris Halliwell | hlavní role (6. řada), hostující role (5., 7.–8. řada), 25 dílů |
| 2006      | Huff                             | Josh            | díl: „Kukuřičné pole v L.A.“                                    |
| 2007–2012 | Army Wives                       | Trevor LeBlanc  | hlavní role (1.–6. řada) hostující role (7. řada),              |
| 2008      | Okruh                            | Kid Walker      | TV film                                                         |
| 2011      | Námořní vyšetřovací služba L. A. | Conner Maslin   | díl: „Čest“                                                     |
| 2014      | Perfect On Paper                 | Coop            | TV film (Hallmark)                                              |
| 2015      | Longmire                         | Noah            | díl: „Four Arrows“                                              |
| 2017      | A Bunch of Dicks                 | Anders          | minisérie                                                       |
| 2018      | All Wrong                        | Branderson      | díl: „You Can Find Me at the Club “                             |

### Hudební video
| Rok  | Umělec               | Skladba                |
| ---- | -------------------- | ---------------------- |
| 2001 | The Calling          | „Wherever You Will Go“ |
| 2002 | Jennifer Love Hewitt | „BareNaked“            |
| 2005 | Lindsay Lohan        | „Over“                 |
| 2005 | Ringside             | „Tired of Being Sorry“ |
| 2006 | Sara Groves          | „Something Changed“    |
| 2006 | Ed Goggin            | „Legacy“               |